# Yaque del Norte
De Yaque del Norte is de langste en belangrijkste rivier van de Dominicaanse Republiek. Hij ontspringt op de noordelijke hellingen van de Cordillera Central op de Pico del Yaque, vlak bij de Pico Duarte. Van daaruit stroomt hij naar het noorden, door de stad Santiago de los Caballeros. Daar buigt hij af naar het noordwesten, en stroomt door de Valle de Cibao. Ten slotte vormt hij een delta in de Manzanillobaai, ten westen van de stad Monte Cristi. Behalve door Santiago stroomt de rivier ook door Jarabacoa en Mao.

## Zijrivieren
In de Yaque del Norte komen de volgende rivieren uit:
- Bao
- Inoa
- Ámina
- Jimenoa
- Guayubín
- Maguaca

## Belang
De rivier is van economisch belang vanwege de irrigatie voor de rijstteelt en andere landbouw. Bovendien levert hij elektriciteit, door de Stuwdam van Tavera. In de laatste jaren vindt er rafting plaats in de buurt van Jarabacoa, omdat het water daar erg turbulent is.
- Library of Congress Control Number: sh95003156
- Nationale Bibliotheek van Israël: 987007544476505171
- Virtual International Authority File: 235247688